# Michael Hutchings
Michael Lounsbery Hutchings é um matemático estadunidense, professor de matemática da Universidade da Califórnia em Berkeley. É conhecido por provar a Conjectura da bolha dupla, sobre a forma de bolhas de sabão em duas câmaras, e por seu trabalho sobre teoria de Morse com valor de círculo e sobre homologia de Floer, definida por ele.
Foi palestrante convidado do Congresso Internacional de Matemáticos em Hyderabad (2010: Embedded contact homology and its applications). Em 2012 foi eleito fellow da American Mathematical Society.